# Heinrich Eduard Schmieder

Heinrich Eduard Schmieder

Heinrich Eduard Schmieder (* 17. Februar 1794 in Pforta; † 11. August 1893 in Wittenberg) war ein deutscher lutherischer Theologe. Er ist Ehrenbürger in Wittenberg.

## Leben
Heinrich Eduard Schmieder wurde am 17. Februar 1794 in Schulpforta als Sohn des Predigers und geistlichen Inspektors Johann Christoph Cölestin Schmieder geboren. Nach dem frühen Tod seines Vaters am 22. Dezember 1799 zog er mit seiner Mutter Christiane Caroline Ernestine, Tochter des Accisinspectors zu Oppurg Christian Heinrich Langenberg, und seinen beiden kleineren Schwestern nach Naumburg (Saale). Im Jahre 1801 wechselte Schmieder wieder nach Schulpforta, die in jener Zeit von Karl David Ilgen geleitet wurde. 1811 immatrikulierte sich Schmieder an der theologischen Fakultät der Universität Leipzig. Nach beendeter Studienzeit legte er 1814 seine theologische Prüfung in Dresden ab und betätigte sich zunächst als Privatlehrer. Als 1817 das erste königlich preußische Predigerseminar in Wittenberg gegründet wurde, zog es ihn als einer der ersten Abiturienten an die neue Einrichtung. Geprägt von seinen Lehrern Karl Ludwig Nitzsch und Heinrich Leonhard Heubner, festigte er sein religiöses Rüstzeug. Wie letzterer nahm er den Standpunkt des konfessionellen Luthertums ein und lehnte dementsprechend die vom König oktroyierte Union in Preußen ab.

## Wirken
Auf Vorschlag Heubners wurde Schmieder am 13. April 1819 zum Gesandtschaftsprediger in Rom ernannt. Am gleichen Tag heiratete er seine erste Ehefrau Auguste Meurer, mit der er bis zum 17. November 1823 in Rom blieb. In Rom erlangte er durch seine Arbeit Anerkennung, so dass man ihm die einstige Professur seines Vaters in Schulpforta antrug. Als Vertreter des alten Glaubens stieß er in Schulpforta auf Widerstand. So wurde die dortige Tätigkeit für ihn zunehmend unbefriedigend. Als seine Frau starb und ihm acht Kinder hinterließ, suchte er nach einem neuen Wirkungskreis. Diesen fand er 1839 in Wittenberg als Ephorus und 2. Direktor des Predigerseminars. Als Heubner 1853 starb, übernahm Schmieder dessen Stelle als 1. Direktor. Schmieder hatte in seiner Cousine Johanne Christiane Schmieder inzwischen eine Mutter für seine Kinder gefunden. Jedoch reichte das Gehalt als Ephorus nicht mehr aus. Deswegen übernahm Schmieder die Stelle des 3. Diakons der Stadtkirche. Das doppelte Amt überschritt jedoch seine Kräfte, so dass er dieses wenige Jahre später niederlegte.
Schmieder verfolgte alles, was die Theologie seiner Zeit an Bedeutsamen hervorbrachte. Jedoch war er kein wissenschaftlicher Theologe. Er war ein schlichter und der Schrift gläubiger Christ. Nie hat er größere wissenschaftliche Arbeiten veröffentlicht. Nur kleine Vorträge über Kirchengeschichte oder biblische Fragen sowie einige Predigten und Ansprachen von ihm gelangten in den Druck. Jedoch zeichneten ihn seine persönliche Wärme und seine glaubensbezogene Hingabe in der Gestaltung der ihm übertragenen Aufgaben aus, wofür ihm Anerkennung und Achtung als Persönlichkeit entgegengebracht wurden. 1848 wandte er sich aus eigener Überzeugung der Inneren Mission zu und saß in deren Zentralausschuss. Auch übernahm er die Leitung des Knabenrettungshauses, des heutigen Glöcknerstifts, in Wittenberg. Da er sich bis ins hohe Alter eines klaren Geistes erfreute, wirkte er noch mit 90 Jahren, bis 1884, am Predigerseminar, obwohl man versuchte, ihn auf ministeriellen Beschluss in den Ruhestand zu versetzen. Als Mann, dem die Verheißung zu wundervoller Erfüllung geworden war, starb er am 11. August 1893 in Wittenberg.

## Ehrungen
Die Theologische Fakultät der Universität Königsberg ernannte Schmieder 1844 zum Doktor der Theologie. Am 28. März 1869 ernannte ihn die Stadt Wittenberg zu ihrem Ehrenbürger, nachdem er 50 Jahre in seinem Amt segensreich gewirkt hatte, und er erhielt am selbigen Tage den Roten Adlerorden der II. Klasse mit Eichenlaub. Der Titel Konsistorialrat, den er 1862 erhielt, wurde 1879 zum Oberkonsistorialrat erhöht.

## Familie
Schmieder war zwei Mal verheiratet. Seine erste Ehe schloss er am 13. April 1819 in Oelsnitz mit Augusta (* 1794; † 1833 Wittenberg), Tochter des Justizamtmanns in Hubertusburg Gottlob Friedrich Meurer (1766–1836) und dessen Frau Johanna Dorothea Sophia (geb. Küchler). Seine zweite Ehe ging er am 20. Juli 1835 mit seiner Cousine Johanne Christiane Schmieder (1798–1864), der Tochter des gräflich lynarischen Amtsinspektors in Lübbenau Salomo Gottlieb Schmieder, ein. Aus seiner 1. Ehe gingen acht Kinder hervor:
- Reinhold (* 2. Okt. 1820 in Rom; † 23. Juli 1885 in Halle/S.), Gymnasiallehrer in Dortmund und ab 1851 in New York, gründete dort eine deutsche Realschule.
- Coelestin (* 28. Feb. 1822 in Rom; † 12. März 1904 in Wittenberg), prakt. Arzt in Leipzig.
- Rudolf (* 9. April 1824 in Schulpforta; † 22. Juli 1917 in Wittenberg), Oberpfarrer in Bad Schmiedeberg.
- Karl (* 19. Juli 1825 in Schulpforta; † 12. August 1907 in Wittenberg), Präsident des Landesgerichts in Torgau.
- Sophie verh. 25. Mai 1847 in Wittenberg mit Carl Robert Wichmann, Pfarrer in Mansfeld u. Rahnsdorf.
- Friedrich (* 28. Aug. 1828 in Schulpforta; † 1. Okt. 1834 in Schulpforta).
- Maria (* 2. Nov. 1830 in Schulpforta; † 2. Nov. 1912 in Wittenberg) verh. 22. Mai 1850 in Wittenberg mit dem Pfarrer in Berlin und späteren Breslauer Professor und Konsistorialrat Eduard Gustav Meuß (* 19. Januar 1817 in Rathenow; † 1. Juli 1893 in Breslau).
- Paul (* 28. März 1832 in Schulpforta; † 25. Jan. 1910 in Schleusingen), Gymnasialdirektor in Schleusingen.

## Schriften (Auswahl)
- Einleitung in die kirchliche Symbolik für Gelehrtenschulen: nebst dem deutschen und lateinischen Texte der Augsburgischen Confession als Grundlage für den mündlichen Unterricht. Leipzig 1835, 1845 (Online)
- Evangelisches Lehrbuch für Schüler der oberen Classen auf Gelehrtenschulen. Leipzig  1838 (Online)
- Karl Friedrich Göschel Dr. jur.  weiland Präsident des Consistoriums der Provinz Sachsen. Berlin 1863 (Online)
- Petrus Waldus und Franz von Assisi. Berlin 1854
- Das hohepriesterliche Gebet unsers Herrn Jesu Christi: zwanzig Betrachtungen. 1848
- Die christliche Religionslehre: zur Anregung und Unterweisung für Schüler der ersten Classe auf Gelehrtenschulen. 1833, 1838, 1863
- Der Geist der Unirten evangelischen Kirche. 1846
- Pforte eine Wohnstäte des göttlichen Segens: Einige Worte bei der kirchlichen Morgeufeier des Stiftungsfestes der königlichen Landesschule Pforte. 1827
- Zeugniß von Christo: in Predigten, gehalten zu Rom und zu Pforte. 1829
- Die Heilige Schrift. 1853, 1854, 1863, 1893
- Der Seelenfreund. 1841
- Luther, der Apostel des deutschen Volkes: Predigt zu Dr. Martin Luthers Gedächtnißfeier am 18. Februar 1846 in der Schloßkirche zu Wittenberg gehalten. 1846
- Gedanken über die Deutlichkeit und Vollständigkeit der Bibel: Worte der Einladung zur sechsundvierzigsten Stiftungsfeier der preussischen Haupt-Bibel-Gesellschaft welche am 10. October 1860 Nachmittags 6 Uhr in der Dreifaltigkeits-Kirche wird begangen werden. 1846
- Über den Ursprung des bischöflichen Amtes. 1856
- Abend-Andachten des Evangelischen Prediger-Seminars in Wittenberg: Zehn geistliche Reden. 1860
- Ueber die Schmach der Bekehrung. 1829
- Commentarii de vitis pastorum et inspectorum Portensium. 1838
- Erinnerungen aus meinem Leben (1794–1823), herausg. von Paul Schmieder, Schleusingen, 1892

### Herausgeber
- Mein Lebensmorgen: Nachgelassene Schrift. Zur Geschichte der Jahre 1787–1822. Berlin 1865